# اوالد ایلینکوف

پرتره‌ای از او

اِوالد ایلینکوف (به انگلیسی: Evald Vassilievich Ilyenkov) (۱۹۷۹–۱۹۲۴) فیلسوف مارکسیست روس بود.
از او آثاری در زمینهٔ دیالکتیک، متافیزیک تجربه‌گرا و دیالکتیک محض و انتزاعی در کتاب سرمایهٔ مارکس، به جا مانده‌است.
ایلینکوف در شوروی زندگی و فعالیت می‌کرد.